# Max Nordau
Max Nordau, nacido Simon Maximilian Südfeld (Pest, 29 de julio de 1849-París, 22 de enero de 1923), fue un crítico, escritor, publicista y médico, líder del movimiento sionista y cofundador de la Organización Sionista Mundial.

## Biografía

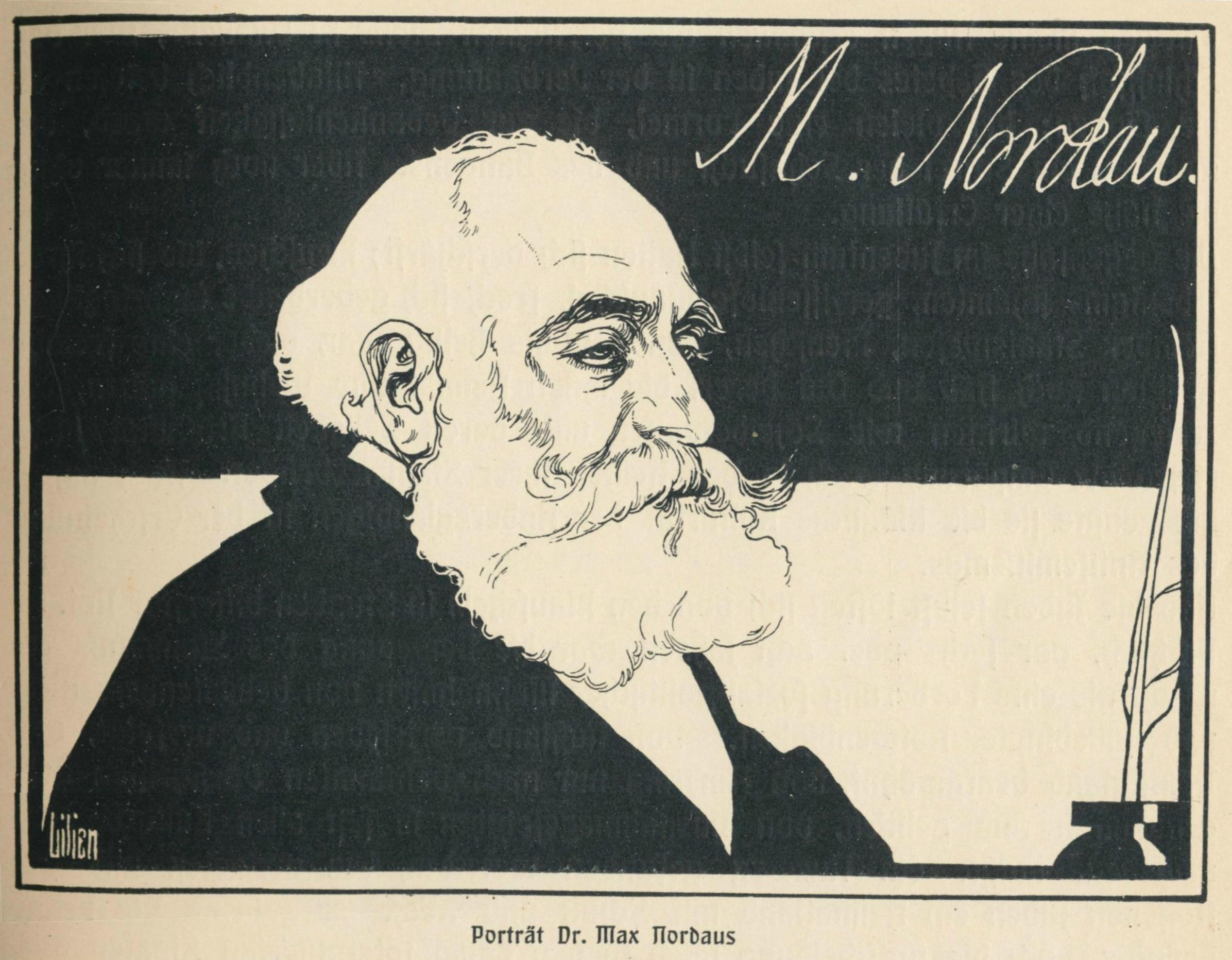
Retratado por Ephraim Moses Lilien

Crítico, escritor, publicista y médico judío nacido el 29 de julio de 1849 en Pest —por entonces parte del Imperio austrohúngaro—, es conocido por su obra Entartung (1892), una crítica de las diversas corrientes artísticas y culturales del fin-de-siècle, a las que consideraba degeneradas y decadentes, que fue traducida al castellano por Nicolás Salmerón en 1902, con el título Degeneración. También escribió obras como Die konventionellen Lügen der Kulturmenschheit (1883), entre otras muchas.
Nordau inicialmente defendió posturas de asimilación para el pueblo judío, sin embargo más adelante se desencantaría con este pensamiento y pasó a defender el sionismo. Fue, junto con Theodor Herzl, cofundador de la Organización Sionista Mundial, presidente y vicepresidente de varios congresos sionistas y pieza fundamental en el desarrollo del llamado «Plan Uganda».

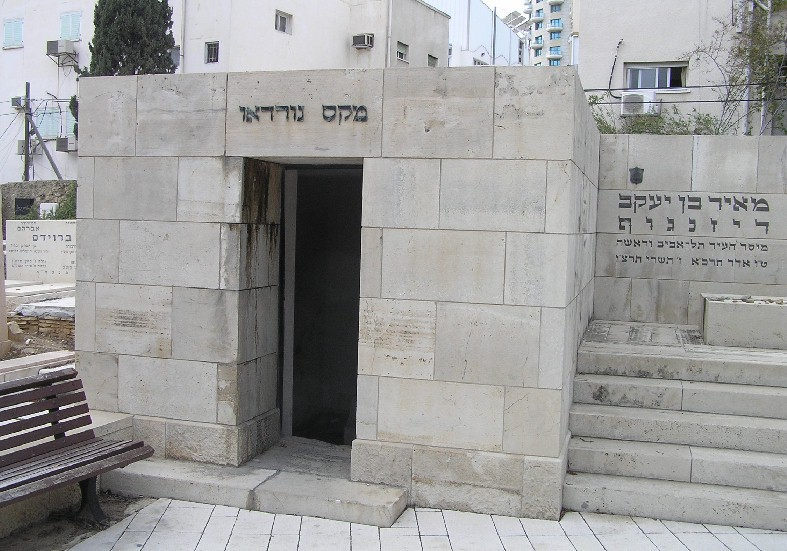
Tumba de Max Nordau en el cementerio Trumpeldor de Tel Aviv

Residente buena parte de su vida en Francia, se habría instalado en España durante la Primera Guerra Mundial. Falleció en París el 22 de enero de 1923.